# Serra d'Albarells
La Serra d'Albarells és una serra situada entre els municipis d'Argençola i Jorba a la comarca de l'Anoia, amb una elevació màxima de 606 metres.